# Les Chapardeurs en ballon
Les Chapardeurs en ballon (titre original : The Borrowers Aloft) est le quatrième roman de la série Les Chapardeurs de l'écrivaine britannique Mary Norton, paru au Royaume-Uni en 1961 et en France en 1982 chez L'École des loisirs dans une traduction de Catherine Chaine.

## Résumé
Avec l'aide de leur ami Spiller, la famille Horloge a déménagé dans le village miniature de Little Fordham, où tout est parfaitement adapté à la taille des chapardeurs. Cependant, ils sont bientôt découverts par Miss Menzies (Arietty lui parle souvent) qui révèle leur existence au créateur du village, M. Pott. Miss Menzies et M. Pott conviennent entre eux de garder secret leur existence tout en améliorant leur maison afin de la rendre fonctionnelle. 
Pendant ce temps, les Platter, un couple marié qui possède un village miniature eux aussi, apprennent l'existence des emprunteurs. Craignant que leur propre village ne soit ruiné les Platters kidnappent la famille Clock et les gardent dans un grenier, prévoyant de les exhiber à la vue de tous après avoir construit une maison miniature transparente et résistante aux évasions. La famille Horloge est horrifiée de son sort et l'évasion semble impossible. 
Emprisonnée pendant l'hiver, Arrietty s'amuse à lire de vieux journaux. Elle y découvre une série d'articles sur les montgolfières. Son père et elle engagent ainsi une course effrénée contre la montre pour construire un ballon fonctionnel de la taille d'un chapardeur avant qu'ils ne soient piégés pour toujours chez les Platters. Avec leur ballon, la famille s'échappe du grenier. Il retourne donc à Little Fordam. Il y découvre une nouvelle maison avec l'eau courante et l’électricité. Surpris par cela, Arietty avoue avoir révélé leur existence à Miss Menzies, ils comprennent alors que l'amélioration de la maison vient d'elle et M. Pott. Spiller (qui attendait la famille à la maison) et Pod obligent Arietty et Homily à quitter la maison (elles voulaient y rester). En effet, il est pour eux inconcevable de vivre avec des humains qui connaissent leur existence. De plus, ils ne pourront sans doute rien emprunter puisque M. Pott et Miss Menzies s'occupent de leur bien-être. Une vie sans emprunter est inacceptable pour un chapardeur. La famille repart donc à la recherche d'un nouveau foyer sûr. 
L'épilogue de la fin suggère que la saga s'arrête ici. Arietty s'est mariée avec Spiller et voyage beaucoup. Les Platters ont fait faillite et partent vivre près de leur fille à Londres tandis M. Pott vit toujours dans sa maison et son petit village miniature avec Miss Menzies qui s'occupe de lui.  

## Analyse
Ce quatrième tome confirme bien que les chapardeurs ne peuvent vivre dans un endroit où ils ont été « vus », cela est inconcevable pour eux, même si les humains en question sont bienveillants (Miss Menzies et M. Pott). De plus, ils considèrent les humains comme des animaux à « domestiquer » (cf. Arietty en parlant de Miss Menzies) afin qu'ils ne divulguent pas leur existence. Mais cela est vain puisque dans tous les cas, la cohabitation avec ceux-ci est impossible. Ce mode de pensée est très paradoxal puisqu'ils ont besoin des humains pour vivre. 

## Nouveaux personnages
- Miss Menzies : une femme humaine gentille mais excentrique. Elle discute souvent avec Arietty  avant que celle-ci ne se fasse capturer.
- M. Abel Pott : un cheminot à la retraite vivant à Fordham. Il a perdu sa jambe en sauvant la vie d'un blaireau qui se trouvait sur la ligne de train. Il est gentil et doux, mais aussi solitaire, calme et surtout très adroit, à tel point que Spiller le décrit comme un emprunteur. En tant que passe-temps, il a créé un train miniature et une ville appelée Little Fordham dans sa cour. La création de la station à elle seule a pris deux ans et sept mois. Il a progressivement commencé à laisser les gens la voir pour une somme modique (les enfants avaient accès gratuitement). Miss Menzies , une amie à lui, l'a aidé à créer des figurines d'hommes et femmes pour peupler son village. Celui-ci est devenu une légende parmi les emprunteurs et a été copié par M. Platter pour créer Ballyhoggin à Went-le-Craye. Miss Menzies a parlé à M. Pott des emprunteurs vivant dans sa ville, mais il ne l'a pas crue jusqu'à ce qu'elle lui montre. Il a été préoccupé par leur disparition.
- M. Sidney Platter : un constructeur et un entrepreneur de pompes funèbres vivant à Went-le-Craye. Ses entreprises ont commencé à échouer, car il avait moins de clients pour les funérailles, sa briqueterie a fermé ses portes et son entreprise de thé ne fonctionne pas très bien. Il a constamment essayé de rendre son village plus impressionnant que celui de M. Pott et il l’espionnait pour obtenir des informations.
- Mrs Mabel Platter : femme de M. Platter. Comme son mari, elle est une femme d'affaires avisée. C'est elle qui soulève l'idée de voler les chapardeurs de Little Fordham.